# Ligerz
Ligerz (en francés Gléresse) es una comuna suiza del cantón de Berna, situada en el distrito administrativo de Biel/Bienne a orillas del lago de Bienne. Limita al noreste con la comuna de Twann-Tüscherz, al sureste con La Neuveville, al oeste con Prêles, y al norte con Lamboing.

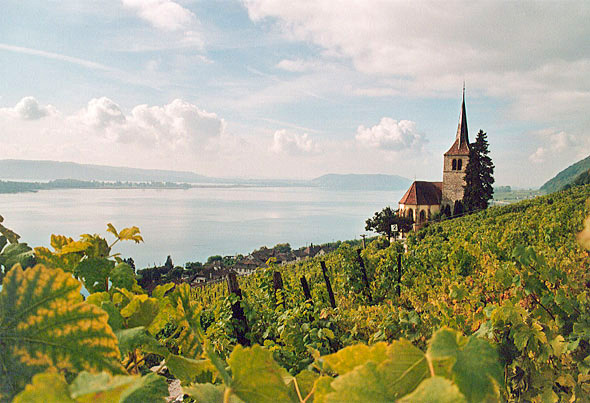
Vista al lago de Bienne desde los viñedos de Ligerz.

La comuna estuvo situada en el desaparecido distrito de Nidau hasta el 31 de diciembre de 2009.

## Transporte
Ferrocarril
Cuenta con una estación ferroviaria en la que efectúan parada trenes regionales. Por la estación pasa la siguiente línea ferroviaria:
- Línea ferroviaria Olten – Neuchâtel - Lausana.

De la estación también sale un funicular que conecta con Prêles.
Carreteras
- Semi-autopista A5,  22 Ligerz o  23 Twann